# IC 3080
IC 3080 ist eine Balken-Spiralgalaxie vom Hubble-Typ SBa im Sternbild Coma Berenices am Nordsternhimmel. Sie ist schätzungsweise 338 Millionen Lichtjahre von der Milchstraße entfernt und hat einen Durchmesser von etwa 60.000 Lj. Unter der Katalogbezeichnung VCC 176 wird sie als Mitglied des Virgo-Galaxienhaufens aufgeführt, ist jedoch dafür zu weit entfernt. 

Im selben Himmelsareal befinden sich u. a. die Galaxien IC 3061, IC 3077, IC 3091, IC 3093.
Das Objekt wurde am 7. Mai 1904 von Royal Harwood Frost entdeckt.